# Obispeño
L'obispeño o chumash septentrional era una llengua de la família de les llengües chumash parlada pels amerindis chumash a la costa del Sud de Califòrnia. La font primària de documentació de la llengua és el treball del lingüista John Peabody Harrington. És classificat com a únic membre de la branca septentrional de la família chumash. Era parlat a la regió de San Luis Obispo (Califòrnia).